# Festival SBT 30 Anos
Festival SBT 30 Anos foi uma série de programas especiais que abordava os principais momentos da emissora que completou trinta anos em 2011. O programa começava às 20h15. Seu último episódio foi exibido no dia 13 de agosto de 2011.

## Sinopse
Apresentado por Patrícia Abravanel, a atração relembrou os momentos históricos da emissora, abordando ícones que marcaram os trinta anos do SBT. Fatos importantes do jornalismo, trechos  dos programas humorísticos, depoimentos de atores, jornalistas e apresentadores e os reality shows são apenas alguns dos temas relembrados pelo Festival. Trechos de campanhas de slogans e logotipos do SBT foram mostrados durante o especial de 30 anos do SBT.

## Episódios

### A Praça É Nossa(7 de maiode2011)[4]
O primeiro Festival SBT 30 Anos mostrou um pouco da história do programa desde o início em 1987, os personagens inesquecíveis, convidados especiais, programas temáticos e erros de gravação.

### Programas Infantis (14 de maiode2011)[5]
O segundo especial, exibido no dia 14 de maio de 2011, relembrou programas infantis que fizeram história na casa e homenageou os apresentadores Angélica, Jackeline Petkovic, Sérgio Mallandro, Mara Maravilha, Eliana, Maisa Silva, Mariane, Simony, Valentino Guzzo (Vovó Mafalda), Priscilla Alcântara e Yudi Tamashiro.
Outra atração lembrada foi a Parada do Dia da Criança, um sucesso nos anos 80 em que os artistas da emissora e personagens infantis como a Turma do Mickey desfilavam, foi relembrada, inclusive com toda a emoção de Silvio Santos. A dupla Sandy e Júnior, em início de carreira, aparece junto com Mara Maravilha.

### Bozo(21 de maiode2011)[6]
Ícone dos anos 80, Bozo foi o destaque do terceiro programa da série, exibido no dia 21 de maio de 2011.  A atração mostrou vídeos raros sobre o palhaço que fascinou crianças e adultos de 1980 a 1991. Conta com riqueza de imagens a história do Bozo, que surgiu nos EUA, e veio para o Brasil pelas mãos de Sílvio Santos, apresentou todos os personagens integrantes da família Bozo: Papai Papudo, Vovó Mafalda (a primeira palhaça vivida por um homem), Valentino Guzzo, Professor Salci Fufu, vivido por Pedro de Lara, Garoto Juca, Bozolina e King Bozo e depoimentos de Wandeko Pipoca, Luiz Ricardo e Arlindo Barreto, que interpretaram Bozo em diferentes fases, de jornalistas e de fãs do palhaço.

### Grandes ícones(28 de maiode2011e4 de junhode2011)[7][8]
No quarto especial da série que foi ao ar no dia 28 de maio, mostrou apresentadores que fizeram história na emissora como Silvia Poppovic, Lolita Rodrigues, Aírton Rodrigues, Ferreira Neto, Flávio Cavalcanti, Jota Silvestre, Carla Perez, Adriane Galisteu, Ellen Jabour, Claudete Troiano, Sônia Abrão, Christina Rocha, Silvia Abravanel, Márcia Goldschmidt e Regina Volpato e passando por artistas consagrados como Moacyr Franco e Jô Soares.
Na segunda parte dos artistas que fizeram história do SBT exibida em 4 de junho, o humor de Dercy Gonçalves (Fala Dercy e A Praça É Nossa) e suas inúmeras participações na emissora foram um dos destaques. Além da comediante, foram mostrados momentos da jornalista Marília Gabriela (De Frente com Gabi), Otávio Mesquita (Fantasia, Tempo de Alegria e Bom Dia Legal – quadro do Domingo Legal), Goulart de Andrade (Comando da Madrugada e SBT Repórter), Athayde Patreze (Athayde Patreze Repórter e Ricos e Famosos), Joyce Pascowitch (Programa Joyce Pascowitch), Mônica Waldvogel (Dois a Um), Netinho de Paula (Show da Gente) e Raul Gil (Programa Raul Gil).

### Novelas(11 de junhode2011)[9]
As novelas exibidas pelo SBT, tanto as produzidas pela emissora e as de produção estrangeira foram tema do sexto especial exibido dia 11 de junho. Destaque para Brasileiras e Brasileiros, As Pupilas do Senhor Reitor, Éramos Seis e Chiquititas. Novelas de texto de produções outros países como Antônio Alves, Taxista, Pérola Negra, Pícara Sonhadora, Pequena Travessa, Esmeralda, Canavial de Paixões  e as novelas mexicanas: destaque para Carrossel, a trilogia de novelas da atriz mexicana Thalia: Maria Mercedes, Marimar e Maria do Bairro; A Usurpadora, Rebelde, entre outras.

### Ronald Golias(18 de junhode2011)[10]
Esse especial foi uma coletânea para homenagear um dos mais ilustres comediantes do SBT: Ronald Golias, falecido em 2005. Todos os momentos mais marcantes da carreira de Ronald Golias começando pelo preto e branco Família Trapo (originalmente produzido pela Record em 1967) e indo até sua última aparição em A Praça é Nossa, mostrando aos telespectadores não só as piadas mais engraçadas do ator, mas também os momentos mais emocionantes de sua vida pessoal.

### Jornalismo(25 de junhode2011)
O especial relembrou os grandes nomes que já passaram pelo jornalismo da emissora, como Boris Casoy, Carlos Nascimento, Roberto Cabrini, Hermano Henning, Rodolpho Gamberini, Christina Rocha, Ivo Morganti, chegando até a década atual, com nomes como Joseval Peixoto, Rachel Sheherazade, Cynthia Benini, Analice Nicolau, Karyn Bravo e Joyce Ribeiro, o pionerismo do Aqui Agora, as matérias do SBT Repórter, as várias transmissões e os programas relacionados ao esporte, o programa Documento Especial, além das grandes reportagens de Roberto Cabrini para o Conexão Repórter.

### ChaveseChapolin(2 de julhode2011)[11][12]
Neste programa, a homenagem foi aos seriados Chaves e Chapolin, exibido desde 1984 pela emissora. Criado pelo ator e comediante mexicano Roberto Gómez Bolaños, completou 40 anos de sua primeira exibição no México. A atração é tida como um dos trunfos da emissora. O famoso garoto que mora em um barril teve sua história e de toda sua turma contada desde o início, curiosidades sobre os episódios, cenas de bastidores com o elenco e erros de gravação da atração, entrevistas que o SBT produziu com Roberto Bolanõs (Chaves) e (Chapolin) para o SBT Repórter, Viva a Noite e para o Domingo Legal, a entrevista de Edgar Vivar (Senhor Barriga) no Programa do Ratinho, a entrevista de Carlos Villagrán (Kiko) para os programas Jô Soares Onze e Meia, Domingo Legal e Programa do Ratinho, além da entrevista de María Antonieta de las Nieves (Chiquinha) para o programa Falando Francamente em 2003. O SBT também revelou o que aconteceu com "episódios perdidos" de Chaves, que tanto irritavam os fãs por nunca terem sido exibidos.

### RatinhoeCelso Portiolli(9 de julhode2011)[13]
Dois grandes nomes do SBT tiveram sua trajetória contadas na atração: Os apresentadores Celso Portiolli e Ratinho. A homenagem a Ratinho relembrou os casos de DNA que movimentaram o programa, além das polêmicas e dos quadros humorísticos. O programa também exibiu os trabalhos que Celso Portiolli realizou na emissora, desde quando era ator de pegadinhas do Topa Tudo Por Dinheiro, das tortadas que levou no Passa ou Repassa até chegar ao comando do Domingo Legal.

### Gugu LiberatoeHebe Camargo(16 de julhode2011)[14]
O telespectador pode acompanhar a trajetória e os melhores momentos de Hebe Camargo durante seus anos de SBT. Como e quando surgiu o famoso selinho. As melhores entrevistas no clássico sofá, os polêmicos editoriais do programa que causaram alvoroço no país, além dos especiais que o SBT realizou para a atração, como suas viagens internacionais, o show na Sala São Paulo e muito mais. Foi também uma oportunidade de rever também os melhores figurinos usados por Hebe em seu programa e os famosos bordões, como "linda de viver" e "gracinha".
O especial relembrou os anos de Gugu Liberato na sua primeira emissora, o programa reservou os melhores momentos dos programas Domingo Legal, Viva a Noite, Passa ou Repassa, Sabadão Sertanejo (que anos depois passou a se chamar apenas Sabadão), Cidade contra Cidade, TV Animal e Corrida Maluca. Foram relembrados quadros de grande sucesso do Domingo Legal, como "ET e Rodolfo", "Táxi do Gugu", "Sentindo na Pele" e "Construindo um Sonho". E mais: as grandes coberturas jornalísticas do programa, como a do dia da morte dos Mamonas Assassinas.

### Casa dos Artistas(23 de julho de 2011)
O público pode recordar a história das três primeiras edições do reality show Casa dos Artistas, o primeiro do gênero confinamento produzido no Brasil através de depoimentos de ex-participantes como Alexandre Frota, Taiguara Nazareth, Alessandra Scatena, Luiza Ambiel, Cynthia Benini, Mateus Carrieri, Núbia Oliiver, Analice Nicolau, Patrícia Coelho, Mariana Kupfer, Solange Frazão, os gêmeos Flávio e Gustavo, Leandro Lehart, Syang, Agnaldo Timóteo, entre outros.
O programa também vai relembrou as festas, intrigas, competições, as grandes finais e, é claro, a famosa história de amor entre Bárbara Paz e o cantor Supla, que parou o Brasil e dividiu opiniões a cerca de qual dos dois seria o grande vencedor.

### Teleton(30 de julho de 2011)
Festival SBT 30 anos contou a trajetória da famosa maratona televisiva Teleton no SBT. O programa mostrará como tudo começou, a iniciativa do SBT em ajudar a AACD (Associação de Assistência à Criança com Deficiência), os momentos mais divertidos e também os mais marcantes que aconteceram no palco do programa. Muitos artistas apoiaram a causa desde 1998 e o telespectador poderá rever tudo que eles fizeram pela campanha, entre gincanas e vários desafios por eles superados.
Vários programas do SBT vestiram a camisa para ajudar a alavancar o Teleton, entre eles: Show de Talentos, Show do Milhão, Gol Show, Curtindo uma Viagem, Supernanny, Esquadrão da Moda e muitos outros. O Festival mostra ainda todas as obras que foram construídas com o dinheiro arrecadado, além de várias histórias de vida que passaram pelo Teleton e emocionaram o Brasil.

### Reality Shows: 6 de agosto de 2011
As produções de reality shows exibidas pela emissora. Entre os destaques estão Popstars, Solitários e Romance no Escuro.
Nesses 30 anos foram inúmeros os programa que mostravam pessoas confinadas ou apenas a rotina comum de uma família com problema na educação dos filhos. O programa refrescou a memória de todos e apresentou trechos de atrações lendárias como Ilha da Sedução, Só Falta Esposa, 10 Anos mais Jovem, Bailando por um sonho e muitos outros.
Algumas dessas atrações renderam bons frutos, como em PopStars, que lançou a banda Rouge, em 2002 e o Br’oz, no ano seguinte.
O programa também exibiu trechos do Supernanny, comandado pela argentina Cris Poli, que mostrou inúmeras histórias de pais desesperados para dar uma educação correta aos filhos.

### Programa Livre(13 de agostode2011)[15]
O "Festival SBT 30 Anos" encerrou sua temporada  13 de agosto, mostrando a trajetória do Programa Livre. Apresentado por Serginho Groisman de 1991 a 1999 e por Babi Xavier entre 2000 e 2001, o programa estreou em agosto de 1991 como parte das comemorações de 10 anos da emissora na época. Sua maior característica era a plateia jovem, sempre disposta a instigar os entrevistados com suas perguntas espontâneas e divertidas.
A apresentadora Patrícia Abravanel vai mostrar ao telespectador os melhores momentos do "Programa Livre". Grandes nomes internacionais passaram por lá, como Sandra Bullock, Chris O'Donnell, Christopher Lambert, Thalía, Shakira, Ricky Martin, Bon Jovi, Kiss, Jamiroquai, Magic Johnson, entre outros.
Grandes nomes nacionais também foram convidados do programa, como Bussunda, Dráuzio Varella, Regina Duarte, Mamonas Assassinas, Roberta Close e Regina Casé. Além destes, outros momentos inesquecíveis serão relembrados, como quando o programa foi gravado direto do presídio Carandiru e os presos foram a plateia e também os entrevistados do programa, que contou com um debate marcante entre eles.
Serginho Groisman dá seu depoimento ao programa e lembra com orgulho e carinho dessa fase de sua carreira. Entre os episódios por ele lembrados está o dia em que a fita que continha todo o programa foi apagada, por engano, fazendo com que todos na produção ficassem desesperados. Além dele, os meninos do Jota Quest, André Vasco, Paulo Ricardo e Soninha Francine também falarão ao programa sobre a importância do Programa Livre.